# Kristina Rumiancewa
Kristina Siergiejewna Rumiancewa (ros. Кристина Сергеевна Румянцева, ur. 24 maja 1988) – rosyjska judoczka.
Startowała w Pucharze Świata w latach 2008, 2010–2013, 2015 i 2016. Brązowa medalistka mistrzostw Europy w 2014. Wicemistrzyni uniwersjady w 2011. Mistrzyni Rosji w 2013 roku.